# Greco-budismo
O greco-budismo consiste no sincretismo cultural entre a cultura grega e o budismo. Desenvolveu-se durante 800 anos, entre o século IV a.C. e o século V d.C. na Ásia do Sul, no território que atualmente constitui os estados do Afeganistão e Paquistão. O greco-budismo influenciou o desenvolvimento  artístico (e possivelmente também conceitual) do budismo - em especial da escola Mahayana - antes de sua adoção no centro e no nordeste da Ásia a partir do século I d.C., e posterior chegada à China, a Coreia e o Japão.

## História

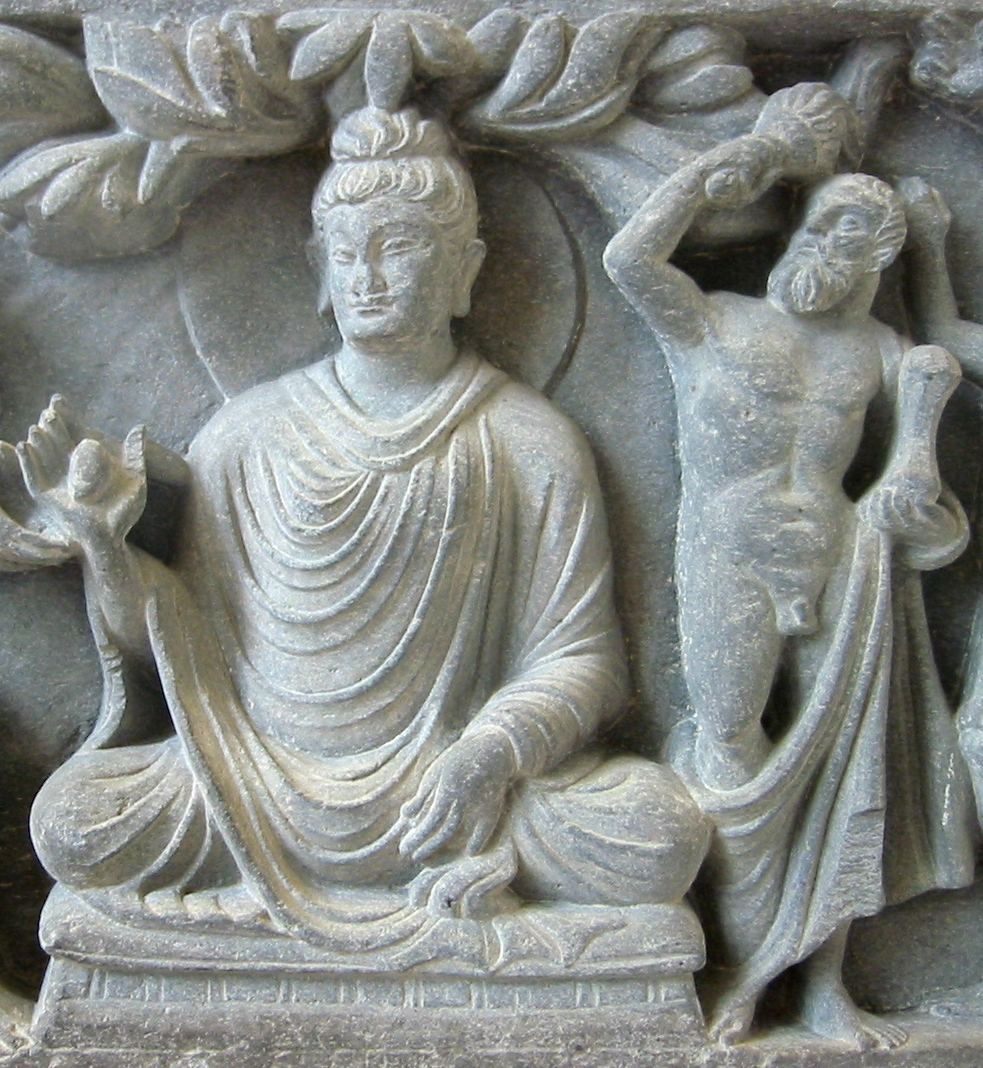
Representação de Vajrapani com Héracles (à direita), como protetor de Buda, século II.

Nas regiões a ocidente do subcontinente indiano existiam reinos gregos na Báctria (norte do Afeganistão) desde o tempo da conquista de Alexandre Magno em 326 a.C.. Cronologicamente surgiria primeiro o Império Selêucida e mais tarde o Reino Greco-Bactriano (a partir de 250 a.C.).
O rei greco-bactriano Demétrio I invadiu a Índia até Pataliputra em 180 a.C., tendo estabelecido um Reino Indo-Grego que duraria em partes do norte da Índia até o século I a.C..
O rei indo-greco Menandro I (rei entre 160-135 a.C.) teria se convertido ao budismo. As moedas deste rei apresentam a referência "Rei Salvador" em grego e por vezes desenhos da "roda do dharma". Após a sua morte, a honra de partilhar os seus restos mortais foi disputada pelas cidades que governou, tendo sido os seus restos colocados em stupas. Os sucessores de Menandro inscreveram a fórmula "Seguidor do Dharma" em várias moedas e retrataram-se realizando a mudra vitarka.

## Influência no budismo maaiana
A interacção entre a cultura helenística e budista pode ter tido alguma influência sobre a evolução do Mahayana, pois esta tradição apresenta uma perspectiva filosófica e um tratamento do Buda como um deus que faz lembrar os deuses gregos. É também por esta altura que surgem as primeiras representações antropomórficas de Buda.